# Chip Kidd
Chip Kidd (Reading, 12 settembre 1964) è uno scrittore, editore e designer statunitense noto principalmente per il design di copertine di libri.

## Carriera
Kidd è attualmente direttore artistico associato presso Knopf. È entrato a far parte del team di progettazione Knopf nel 1986, quando è stato assunto come junior assistant. Facendo una media di 75 disegni all'anno, Kidd è anche freelance per Doubleday, Farrar, Straus & Giroux, Grove Press, HarperCollins, Penguin/Putnam, Scribner e Columbia University Press, in aggiunta al suo lavoro per Knopf.
Chip Kidd è uno dei più influenti graphic designer in attività. Il suo lavoro con le copertine dei libri di narrativa ha completamente rivoluzionato il settore, alzando qualitativamente l'asticella. Unendo capacità di design a quelle di lettura del testo, Chip Kidd crea un epitesto ideale, connesso profondamente al testo, in grado di dare un volto a una storia e di innescare una relazione con il lettore. Il suo successo è clamoroso a tal punto che gli autori più celebri insistono per inserire tra le clausole del loro contratto di edizione che la copertina del loro prossimo libro venga realizzata da Chip Kidd.

## Vita privata
Kidd vive nell'Upper East Side di Manhattan.
Nel 1996, Kidd ha scritto "Batman: Collected". Kidd ha lavorato anche con Saul Ferris su un altro libro di un tema più particolare, "Bat-Manga: La storia segreta di Batman in Giappone", che è stato pubblicato e messo in vendita nel mese di ottobre 2008.